# Reino de Buyeo
Buyeo o Puyŏ (en coreano: 부여; Hanja: 夫餘; pronunciación en coreano: /[pu.jʌ]/), fue un antiguo reino centrado alrededor de la mitad de Jilin, provincia de Manchuria y existente como un gobierno independiente desde antes del siglo II a. C. hasta mediados del siglo IV d. C.
El estado estableció relaciones diplomáticas formales con la dinastía Han, a mediados del siglo I d. C.; fue un aliado importante del imperio que le sirvió para contrarrestar las amenazas que para él suponían Xianbei y Goguryeo. Después de una incapacitante invasión de Xianbei en 285, Buyeo fue restaurado con la ayuda de la dinastía Jin. Esto, sin embargo, marcó el comienzo de un período de declive. Una segunda invasión en 346 finalmente destruyó el estado, salvo algunos restos en su región central, que sobrevivieron como vasallos de Goguryeo hasta su final anexión en 494.
Tanto Goguryeo como Baekje, dos de los Tres Reinos de Corea, se consideraban sucesores de Buyeo.

## Orígenes míticos

Situación territorial en el período protohistórico coreano, anterior al de los «Tres Reinos». En torno al año. d. de C.

### Dongbuyeo
Según el Samguk Sagi y otras versiones, el reino de Dongbuyeo (86 a. C.-22 d. C.) se diversificó hacia el este de Bukbuyeo, cerca de la tierra de Okjeo. A la muerte del rey de Bukbuyeo su hermano, Hae Buru, le sucedió y se convirtió en rey de Bukbuyeo.
Hae Buru encontró un niño parecido a una rana dorada debajo de una gran roca. Lo llamó Geumwa, cuyo significado es rana dorada, y más tarde hizo de él el príncipe heredero.
Geumwa se convirtió en rey después de la muerte de Hae Buru. Se reunió con la dama Yuhwa y la trajo de vuelta a su palacio. Se dice que ella había sido impregnada por la luz solar y puesto un huevo de oro. Geumwa hizo muchos intentos para destruirlo, pero no pudo, y le devolvió el huevo a la dama Yuhwa. Del huevo eclosionó Jumong, quien más tarde fundó el reino de Goguryeo. Jumong posteriormente huyó a Jolbon Buyeo después de numerosos intentos de asesinato por parte de los siete hijos del rey Geumwa.
Daeso, hijo mayor de Geumwa, se convirtió en el siguiente rey. Atacó Goguryeo durante el reinado de Yuri, su segundo rey. El tercer rey de Goguryeo, Daemusin, atacó Dongbuyeo y asesinó a Daeso. Después de luchas internas, Dongbuyeo cayó, y su territorio fue absorbido por Goguryeo.
Por el contrario, la estela de Gwanggaeto menciona a Dongbuyeo como un estado vasallo de Goguryeo, incluso mucho tiempo después de su destrucción. Dado que la cronología es incompatible con el Samguk Sagi, las menciones de Dongbuyeo en la estela son ampliamente especuladas por los historiadores como un movimiento de reavivamiento de Dongbuyeo, formado alrededor de 285.

## Historia

### Culturas anteriores
El estado de Buyeo surgió durante la Edad de Bronce de la unión de las culturas Xituanshan y Liangquan, favorecido por el comercio con varios estados chinos. En particular, fue el estado de Yan el que introdujo la tecnología del hierro en Manchuria y la península coreana tras conquistar Liaodong a comienzos del siglo III a. C.

### Relaciones con China
Buyeo se hizo vasallo de los Han orientales en el 49 d. C.. La liga suponía una ventaja para los chinos, que obtenían merced a ella un aliado en el noreste para frenar la amenaza que suponían los Xianbei del oeste de Manchuria y el este de Mongolia y Goguryeo, que dominaba la región de Liaodong y el norte de la península de corea.
Buyeo atacó las tierras de los Han en el 111, aprovechando un período de inestabilidad en el noreste de China, pero la enemistad cesó en el 120 y los dos Estados firmaron una nueva alianza militar. Dos años más tarde, salvó a la comandancia de Xuantu de la destrucción total: por entonces Goguryeo asediaba la capital de la región y Buyeo envió tropas que permitieron desbaratar el cerco.
Sin embargo, en el 167 atacó la comandancia de Xuantu que había ayudado a defender en el 122; la ofensiva resultó un fracaso. Las buenas relaciones con los Han se reanudaron en el 174.
A principios del siglo III, Gongsun Du, un caudillo guerrero chino de Liaodong, apoyó a Buyeo para contrarrestar el poder de las potencias vecinas (Xianbei, al norte, y a Goguryeo, al oriente). Después de destruir a la familia Gongsun, el Estado chino septentrional de Wei despachó a Guanqiu Jian contra Goguryeo. Parte del ejército encabezado por Wang Qi (Hangul: 왕기; Hanja: 王頎), el gran administrador de la comandancia de Xuantu, persiguió a la corte de Guguryeo en su huida hacia el este a través Okjeo y hasta los territorios de Yilou. Regresó a Wei por las tierras de Buyeo, donde fue bien acogido y donde obtuvo información sobre el reino que llevó a China.
En 285 la tribu Murong de los Xianbei, invadieron Buyeo acaudillados por Murong Hui, lo que llevó al rey Uiryeo (依慮) al suicidio y al traslado de la corte a Okjeo. A consecuencia de las buenas relaciones de Buyeo con la dinastía Jin, el emperador Wu ayudó al rey Uira (依羅) a restaurar el reino.
La ofensiva que contra este emprendió Goguryeo antes del 347 acentuó la decadencia del reino. Después de haber perdido su fortaleza en el río Ashi (en el moderno Harbin), el territorio de Buyeo se movió al sudeste, hacia Nong an. Alrededor del 347, fue atacado por Murong Huang del antiguo clan Mujong, que apresó al rey Hyeon (玄).

### Caída
Según el Samguk Sagi, en el 504, el emisario de tributos Yesilbu indicó que ya no podía obtenerse el pago en oro de Buyeo, ya que este había perdido el Malgal y Somna y había sido absorbido por Baekje. También afirma que el emperador Xuanwu de los Wei del Norte deseaba que el reino recuperara su antigua gloria.
Parece que un menguado Buyeo persistió en la región de Harbin, sometido a la influencia de Goguryeo. Aunque Buyeo pagó tributo en una ocasión a los Wei del Norte (en 457-8), en general parece haber permanecido bajo control de Goguryeo. Los pujantes Wuji (también llamados Mohe, Hangul: 물길; Hanja: 勿吉) lo atacaron en el 494, lo que determinó que la corte huyese y finalmente se entregase a Goguryeo.

### Jolbon Buyeo
Muchos de los antiguos registros históricos indican a "Jolbon Buyeo" (졸본부여),  aparentemente en referencia a la incipiente Goguryeo o a su capital.
En el 37 AC, Jumong se convirtió en el primer rey de Goguryeo y posteriormnete conquistó Okjeo, Dongye, Haengin y el ex territorio de Gojoseon.

## Cultura
Según los Sanguo Zhi (Registros de los Tres Reinos), los habitantes de Buyeo eran labradores que ocupaban el noreste de Manchuria, allende la Gran Muralla China. La nobleza sometida al rey ostentaba el título de ka (加) y los aristócratas se distinguían entre sí por el uso de nombres de animales que añadían al título: así, existía el ka perro y el ka caballo.

Buyeo está al norte de la Gran Muralla, a mil li de Xuantu; tiene por vecinos a Goguryeo (al sur), Eumnu (al este) y a Xianbei (al oeste), al norte la frontera sigue el río Ruo. Abarca una superficie de dos mil li cuadrados, y cuenta con ocho miríadas. Sus habitantes son sedentarios; tienen casas, almacenes y cárceles. Su territorio es el más llano y abierto de las tierras bárbaras del este y cuenta con abundantes túmulos y vastos tremedales. Su tierra es apta para el cultivo de los cinco cereales, pero no producen las cinco frutas. El pueblo es de complexión grande, de temperamento gallardo, decidido, industrioso y generoso y nada inclinado al bandidaje... Suelen vestir de blanco, con largas mangas, blusones y pantalones y se calzan con sandalias de cuero... Son hábiles en la cría de animales, y famosos por sus caballos, el jade rojo los sables y las bellas perlas... Como armas emplean arcos, flechas, cuchillos y escudos; cada hogar tiene su propio armero. Los ancianos del país se declaran refugiados asentados desde antaño. Sus fortificaciones son redondas y parecen cárceles. Los viejos y los jóvenes cantan al caminar, sea de día o de noche; su voz se oye todo el día... Cuando se enfrentan al enemigo, los ga participan en la lid; las familias de menor linaje acarrean sus abastos, para que puedan comer y beber.
Sanguo Zhi

### Idioma
Las lenguas fuyu son una familia de lenguas a la que pertenecen las de Buyeo, Goguryeo y Baekje, relacionadas con las lenguas han y parte de las lenguas coreánicas. Según los documentos chinos, los idiomas de Buyeo, Goguryeo y Okjeo eran en efecto parecidos, y muy diferentes al que se hablaba en Yilou, situado más al este.

## Legado
En la década de 1930, el historiador chino Jin Yufu desarrolló un modelo lineal de descendencia para la gente de Manchuria y el norte de Corea, de los reinos de Buyeo, Goguryeo y Baekje, a la moderna nacionalidad coreana, modelo que luego siguieron otros historiadores de la región.
Goguryeo y Baekje, dos de los Tres Reinos de Corea, se consideraban sucesores de Buyeo. Onjo, el fundador de Baekje, se dice que fue un hijo del Rey Dongmyeongseong, fundador de Goguryeo. Baekje oficialmente cambió su nombre a Nambuyeo (Buyeo meridional, 남부여) en el año 538.